# لويز هاوس
لويز هاوس (بالإنجليزية: Louise Hawes)‏ (21 يونيو 1943)؛ كاتِبة مُتخصِّصة في أدب الأطفال وروائية أمريكية.